# Sandacz morski
Sandacz morski (Sander marinus) - gatunek ryby z rodziny okoniowatych.

## Występowanie
Północno-zachodnia część Morza Czarnego i Morze Kaspijskie. Na tarło wchodzi do Bohu i rzek w zlewisku Morza Kaspijskiego.

## Opis
Dorasta do 60 cm długości. Głowa silnie pokryta łuskami.

## Odżywianie
Żywi się głównie śledziami i babkami.